# St. Ulrich (Buchdorf)

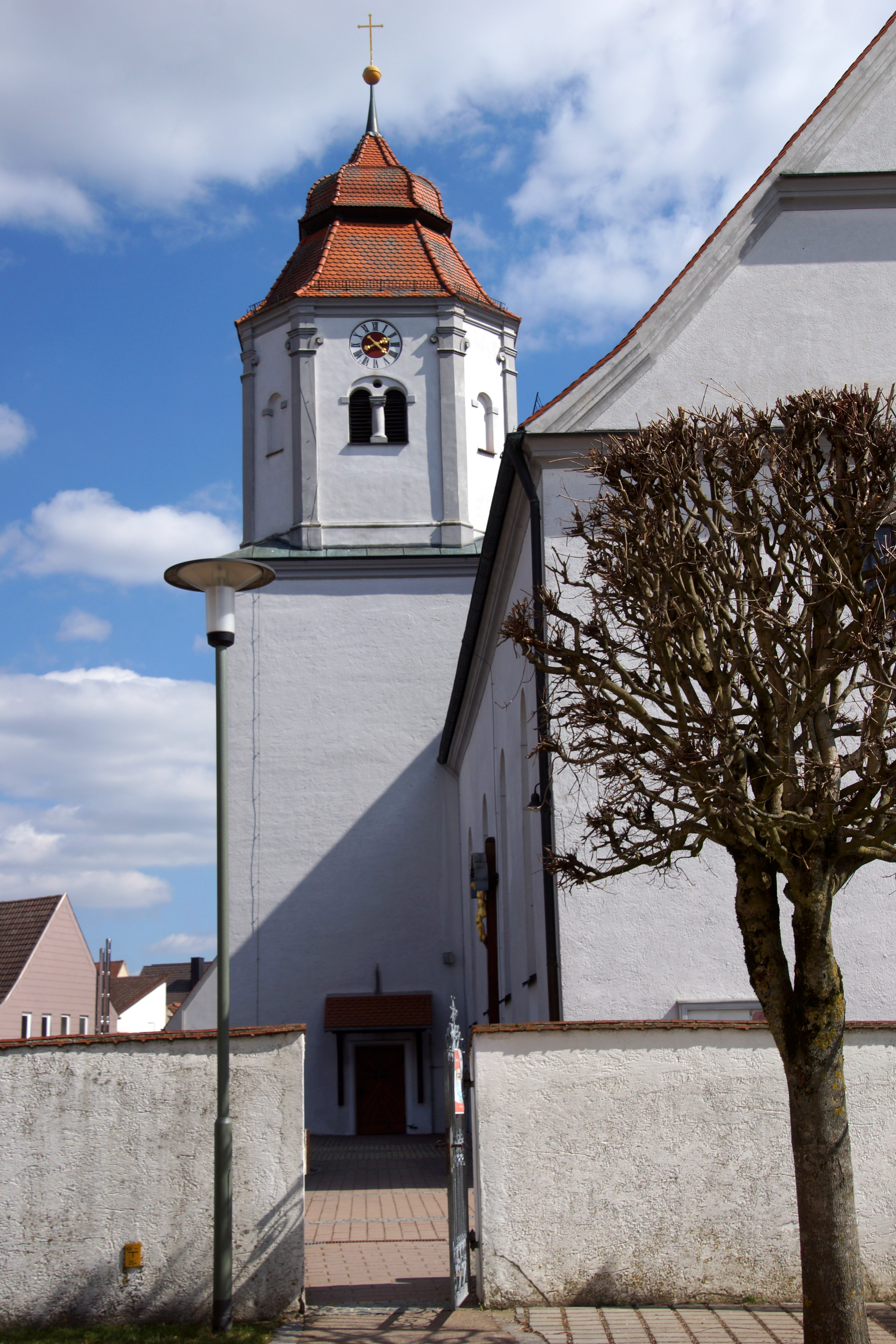
St. Ulrich in Buchdorf

Die römisch-katholische Pfarrkirche St. Ulrich steht in Buchdorf, einer Gemeinde im schwäbischen Landkreis Donau-Ries in Bayern. Das Bauwerk ist in der Liste der Baudenkmäler in Buchdorf als Baudenkmal unter der Nr. D-7-79-126-1 eingetragen. Die Pfarrei gehört zum Dekanat Weißenburg-Wemding des Bistums Eichstätt.

## Beschreibung

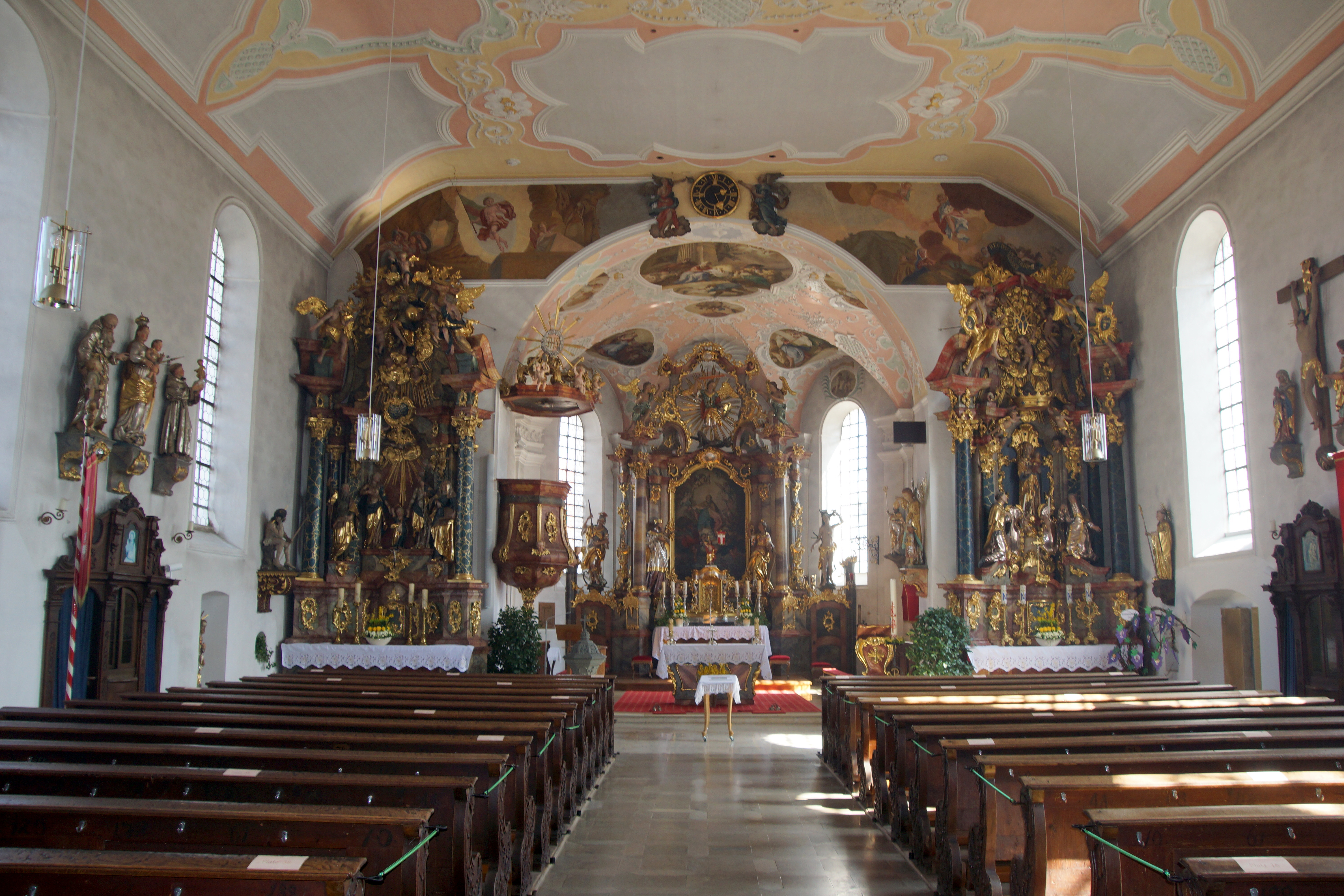
Blick zum Chor

Die Saalkirche wurde 1726 nach einem Entwurf von Johann Rigalia dem Jüngeren erbaut. Sie besteht aus einem Langhaus, einem eingezogenen, dreiseitig geschlossenen Chor im Osten und einem Chorflankenturm an der Nordwand, dessen untere Geschosse vom Chorturm des Vorgängerbaus aus dem 14. Jahrhundert stammen. Der Chorflankenturm wurde nach 1792 mit einem achteckigen Geschoss, das an den Ecken mit Pilastern verziert ist, aufgestockt, das die Turmuhr und den Glockenstuhl mit vier Kirchenglocken beherbergt, und mit einer geschwungenen Haube bedeckt.
Der Innenraum des Langhauses ist mit einer Flachdecke überspannt, der des Chors mit einem Stichkappengewölbe, der der Sakristei im Erdgeschoss des Chorturms mit einem Kreuzrippengewölbe. Die Fresken am Chorbogen stammen von Ignaz Günther, die Wandmalereier im Chor hat 1920 Anton Niedermaier angefertigt. Zur Kirchenausstattung gehört ein 1765 gestifteter Hochaltar, der von Statuen des Johannes Nepomuk und der heiligen Afra flankiert wird. Auf dem Altarretabel ist der heilige Ulrich dargestellt.